# Черчет (село)
Черчет — село в Тайшетском районе Иркутской области России. Административный центр Черчетского муниципального образования.

## География
Находится примерно в 89 км к северу от районного центра.

## Топонимика
По мнению Станислава Гурулёва, основанном на словаре кетолога Генриха Вернера, топоним Черчет происходит от коттского d'era, d'ra — ящерица и чет — река, то есть ящеричная река.

## Население
По данным Всероссийской переписи, в 2010 году в селе проживал 341 человек (170 мужчин и 171 женщина).